# Планинска редунка
Планинската редунка (Redunca fulvorufula) е вид бозайник от семейство Кухороги (Bovidae). Възникнал е преди около 2,59 млн. години по времето на периода неоген. Видът не е застрашен от изчезване.

## Разпространение и местообитание
Разпространен е в Ботсвана, Етиопия, Камерун, Кения, Лесото, Мозамбик, Нигерия, Свазиленд, Танзания, Уганда, Южен Судан и Южна Африка.
Обитава гористи местности, планини, възвишения, хълмове, ливади, храсталаци и савани.

## Описание
На дължина достигат до 1,2 m, а теглото им е около 29,4 kg.
Продължителността им на живот е около 12,3 години. Популацията на вида е стабилна.